# Eduard Remiáš
Eduard Remiáš (13. října 1926 Moravská Ostrava – 12. října 2007 Ostrava) byl český lední hokejista a fotbalista, patřil k tzv. „obojživelníkům“. V hokeji hrál v obraně, ve fotbale taktéž. Nejvyšší československou soutěž hrál jak ve fotbale (po boku Pepiho Bicana či Vladimíra Bouzka), tak v ledním hokeji. V československé hokejové lize získal 2 tituly – 1949/50 s ATK Praha a 1951/52 s Vítkovicemi pod vedením hrajícího trenéra V. Bouzka.
Poslední rozloučení s Eduardem Remiášem se konalo v pátek 17. října 2007 od 15 hodin v Katedrále Božského Spasitele v Moravské Ostravě.

## Hokejová kariéra

### Mistr ligy
V ledním hokeji hrál I. ligu za ATK Praha a Vítkovické železárny. Byl obráncem prvního mistrovského mužstva Vítkovic ze sezony 1951/52. Titul získal také s ATK Praha v ročníku 1949/50.

### Reprezentant
Za Československo nastoupil v šesti utkáních, branku v nich nevstřelil, všechna však byla vítězná (1949–1955). Debutoval ve čtvrtek 24. března 1949 v Ostravě proti Polsku (výhra 8:2), naposled reprezentoval v pátek 7. ledna 1955 v Basileji proti domácímu Švýcarsku (výhra 8:1).

### Trenér
Po skončení hráčské kariéry se stal trenérem. Společně se svým bývalým spoluhráčem Jindřichem Schoberem vychovali desítky mladých hokejistů, patřili mezi ně také František Černík, Zbyněk Neuvirth, Miloš Holaň st. (otec Miloše Holaně ml.), Jaroslav Mec, Radoslav Kuřidým, Bohumil Kacíř, Oldřich Pavlík ml. či Jaroslav Lyčka.

## Fotbalová kariéra

### Hráč
Vrcholově se věnoval rovněž kopané, v ročníku 1951 hrál I. ligu za Vítkovické železárny, aniž by skóroval.

### Prvoligová bilance
| Ročník         | Zápasy | Góly | Minuty | Klub                     |
| -------------- | ------ | ---- | ------ | ------------------------ |
| I. liga 1951   | –      | 0    | –      | ZSJ Vítkovické železárny |
| CELKEM I. LIGA | –      | 0    | –      |                          |